# Боливарианские игры 1989
11-е Боливарианские игры проходили с 14 по 25 января 1989 года в Маракайбо (Венесуэла). В соревнованиях приняли участие 1286 спортсменов из 6 стран. Церемония открытия состоялась 14 января 1989 года на стадион Олимпико Паченчо Ромеро в Маракайбо, Венесуэла. Игры были официально открыты венесуэльским президентом Хайме Лусинчи. Факел зажёг 76-летний экс-теннисист и золотой медалист Карлос Леаль.

## Страны-участницы
| - Боливия - Колумбия | - Эквадор - Панама | - Перу - Венесуэла |

## Виды спорта
- Водные виды спорта:
  -  Прыжки в воду
  -  Плавание
  -  Синхронное плавание
- Лёгкая атлетика
- Бейсбол
- Баскетбол
- Бокс
- Боулинг
- Выездка
- Велоспорт
- Конный спорт
- Фехтование
- Спортивная гимнастика
- Дзюдо
- Карате
- Парусный спорт
- Софтбол
- Стрельба
- Теннис
- Настольный теннис
- Таэквондо
- Волейбол
- Тяжёлая атлетика
- Борьба

## Итоги Игр
| Место | Страна    | Золото | Серебро | Бронза | Всего |
| 1     | Венесуэла | 147    | 80      | 70     | 297   |
| 2     | Колумбия  | 64     | 68      | 116    | 208   |
| 3     | Перу      | 31     | 31      | 47     | 109   |
| 4     | Эквадор   | 19     | 52      | 51     | 122   |
| 5     | Панама    | 5      | 11      | 17     | 33    |
| 6     | Боливия   | 1      | 11      | 17     | 29    |
| Всего | Всего     | 267    | 253     | 278    | 798   |